# Česká linie Thurn-Taxisů
Česká linie rodu Thurn-Taxisů (německy Thurn und Taxis) je dynasticky mladší linie původem německého knížecího rodu Thurn-Taxisů. Tento rod sehrál významnou roli v oblasti poštovních služeb, u jeho zrodu stál v Evropě v 16. století. V českých zemích vybudoval mnoho zámků a proslavil se na poli pivovarnictví. Po 140 let hrál tento rod významnou roli v oblasti české národní kultury a české historie. Potomci české linie Thurn-Taxisů v současné době žijí po celém světě, někteří se vrátili do Čech na svá původní rodová panství.

## Založení
Českou větev rodu Thurn-Taxisů založil v roce 1808 kníže Maxmilián Josef z Thurn-Taxisu (29. května 1769, Řezno – 15. května 1831, Praha), nejmladší potomek Alexandra Ferdinanda, 3. knížete z Thurn-Taxisu (1704–1773), ustavitel dynastického pořadí rytířstva a domácího řádu v knížecím rodu Thurn-Taxisů, člen řádu Parfaite Amitié, a jeho manželky kněžny Marie Henriety z Fürstenbergu (1732–1772).

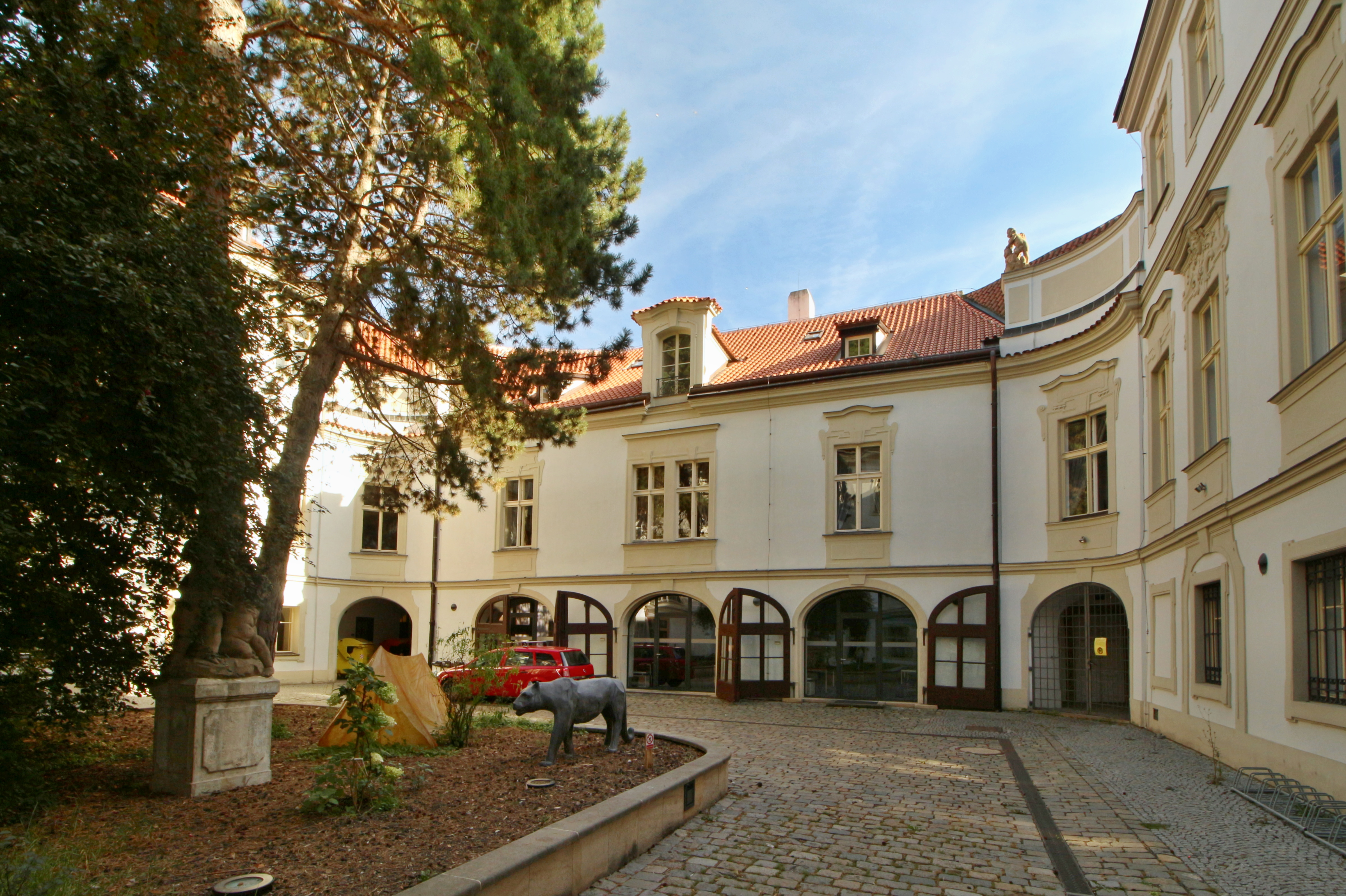
Pražský palác Thurn-Taxisů

V roce 1791 se Maxmilián oženil s kněžnou Eleonorou z Lobkovic (22. dubna 1770, Praha – 9. listopadu 1834, Loučeň), která náležela ke starému českému šlechtickému rodu, jehož původ lze sledovat až k Martinovi (Marešovi) z Újezda (1376–90). V roce 1808 zdědil zámky Loučeň a Dobrovice po své sestřence kněžně Marii Josefě z Fürstenbergu, a po roce 1820 trvale usedlý v Čechách. Kromě Loučně a dalších zemědělských panství, rod rovněž vlastnil nemovitosti v Praze - dva paláce, jeden na tehdejším okraji města (dnešní ulice V Jámě 635–636, zaniklý) a jeden pod Pražským hradem (palác Thurn-Taxisů na Malé Straně).
Maxmilián a Eleonora měli šest synů:
- Karel Anselm z Thurn-Taxisu (1792–1844), prvorozený (nezaměňovat s jeho strýcem Karel Anselm, 4. kníže z Thurn-Taxisu z Řezna, dědicem hlavní line rodu Thurn-Taxisů)[2]
- August Maria Maxmilián z Thurn-Taxisu (1794–1862)
- Josef z Thurn-Taxisu (1796–1857)
- Karel Theodor z Thurn-Taxisu (1797–1868)
- Fridrich Hannibal z Thurn-Taxis (1799–1857)
- Vilém Karel z Thurn-Taxisu (1801–1848)

## Karel Anselm z Thurn-Taxisu

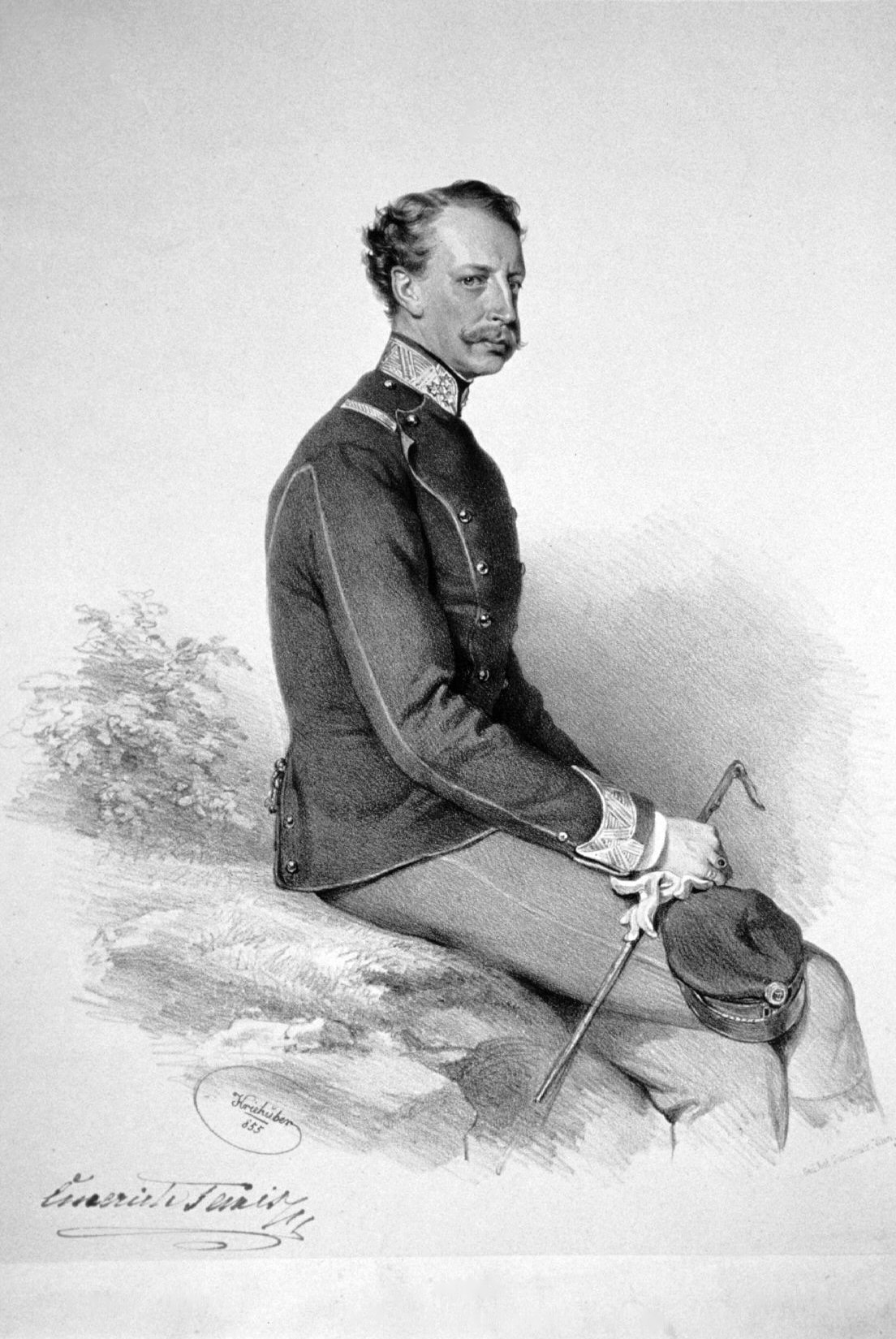
Císařský generál Emerich z Thurn-Taxisu (1820–1900)

V roce 1815 se kníže Karel Anselm z Thurn-Taxisu (18. června 1792, Praha – 25. srpna 1844, Teplice) oženil s hraběnkou Marií Isabelou z a na Eltz Faust ze Strombergu (10. února 1795, Drážďany – 12. března 1859, Praha). Měli šest potomků:
- Marie Žofie (hraběnka z Montfortu),
- Hugo Maxmilián (1817–1889), dědic rodových panství,
- Eleonora,
- Emerich (1820–1900), generál a rytíř řádu zlatého rouna,
- Marie Terezie (hraběnka z Belcredi),
- Rudolf (1833–1904), později svobodný pán z Troskova.[6]

## Rudolf z Thurn-Taxisu
Kníže Rudolf z Thurn-Taxisu (25. listopadu 1833, Praha – 4. července 1904, Velehrad), známý jako Rudolf, svobodný pán z Troskova V roce 1857 se oženil s Jenny Ständlerovou. Rudolf byl český vlastenec, intelektuál, milovník a podporovatel českého umění, hudby a literatury. Vystudoval práva a v roce 1861 založil první česky psaný právnický časopis Právník. Společně s Karlem Jaromírem Erbenem také přispíval do slovníku právnické terminologie.

## Hugo Maxmilián zThurn-Taxisu
Kníže Hugo Maxmilián z Thurn-Taxisu (3. července 1817, Praha – 28. listopadu 1889, Loučeň) oženil se s hraběnkou Almerií z Belcredi (8. října 1819, Jimramov – 25. září 1914, Loučeň). Hugovo panství zahrnovalo zámky Dobrovice, Loučeň a Mcely a majetky ve Vlkavě, Niměřicích a Cetni. Hugo měl čtyři legitimní potomky: Karolinu, Egmonta (zemřel v mládí), Alexandr (dědic), a Marie Terezie.

## Alexandr a Marie zThurn-Taxisu
Kníže Alexandr Jan Vincenc Rudolf Hugo Karel Lamoral Eligius z Thurn-Taxisu (1. prosince 1851, Loučeň – 21. července 1939 tamtéž) oženil se v roce 1875 s kněžnou Marií z Hohenlohe-Waldenburg-Schillingsfürstu (28. prosince 1855, Benátky – 16. února 1934, Loučeň). V roce 1889 zdědili loučeňské panství. Alexandr i jeho žena Marie byli nadšenými mecenáši českého umění (sám Alexandr hrál na housle a Marie byla amatérskou malířkou), a ačkoli ve srovnání se řezenskou linií nebyli příliš bohatí, byli velmi štědří a nikdy neváhali podpořit správnou věc.
Mariiným chráněncem byl pražský spisovatel Rainer Maria Rilke. Často navštěvoval rodinu na jejich zámcích v Loučni a zámku Duino (Děvín) v dnešní Itálii. Kněžně věnoval svou sbírku Elegie z Duina.

## Esterní odkazy
- Thurn-Taxisové, Modrá krev, Česká televize, 22. února 2023, ČT2, iVysílání